# Дамба Те-Далс
Дамба Те-Далс (англ. The Dalles Dam) — русловая ГЭС на реке Колумбия в 3 километрах к востоку от городка Те-Далс, штат Орегон, США. Дамба расположена на границе округов Уоско в Орегоне и Кликитат в штате Вашингтон в 309 километрах вверх по течению от устья Колумбии около города Астория в Орегоне. Ближайшие к дамбе города на стороне штата Вашингтон: Далспорт и Уишрам.
Инженерные войска США начали возводить дамбу в 1952 году, завершив её строительство пять лет спустя. В результате её создания был затоплен водопад Селило, который был важным экономическим и культурным центром коренных американцев в регионе и одним из старейших постоянно обитаемых поселений в Северной Америке. 10 марта 1957 года сотни свидетелей увидели, как поднимающиеся воды быстро накрыли водопад, рыбацкие мостки и деревню Селило. В области затопления изначально были и древние петроглифы. Однако перед затоплением с помощью отбойных молотков было удалено около 40 петроглифных панелей; впоследствии они были установлены в парке штата Коламбия-Хилс.
Водохранилище, образовавшееся за дамбой, получило название озеро Селило. Длина водохранилища составляет 39 километров, и оно продолжается вверх по руслу реки до дамбы реки Джон-Дей. Дамба эксплуатируется инженерными войсками США, а получаемой на ней электроэнергией распоряжается Бонневиллское управление энергетики.
В 1981 году на орегонском берегу реки в парке Сойферт (англ. Seufert) был построен туристический центр дамбы Те-Далс.

## Характеристики
- Высота: 61 м[4]
- Длина: 2693 м
- Судоходный шлюз:
  - Одноподъёмный
  - Ширина: 26 м[5]
  - Длина: 206 м[5]
- Электростанция:
  - Длина: 637 м[5]
  - Совокупная мощность: 1878,3 МВт[5]
  - Допустимая перегрузка: 2160 МВт[5]
- Водосброс:
  - Количество сливов: 23[5]
  - Длина: 441 м[5]
  - Скорость: 65 000 м³/с[5].

## Галерея
- Новостной сюжет о местных индейцах-рыболовах на водопаде Селило в 1956 году, незадолго до его затопления

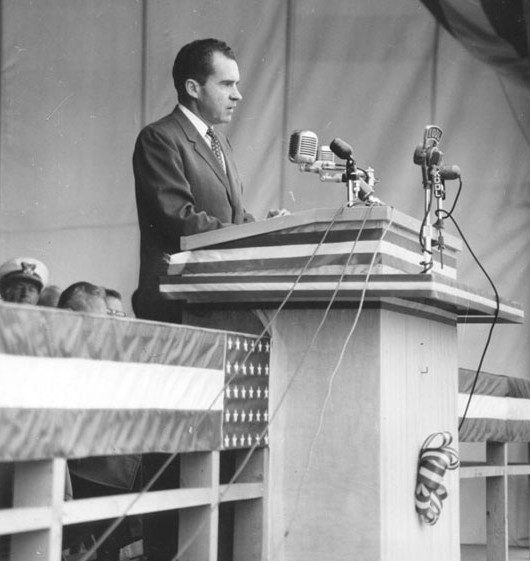
Вице-президент Никсон на торжественном открытии дамбы в 1959 году
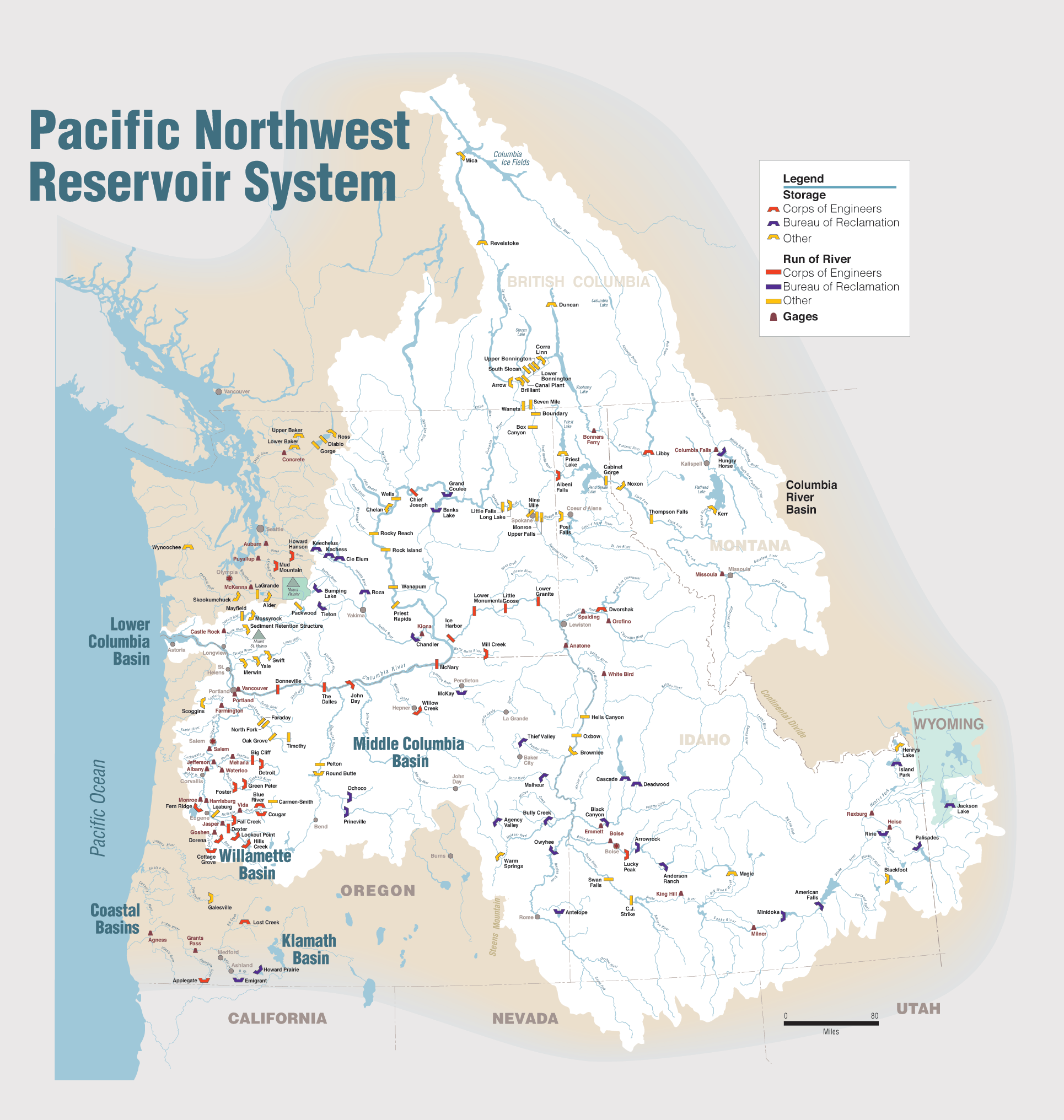
Карта притоков реки Колумбия и расположенных на них ГЭС